# Cermak Road
Cermak Road (anciennement 22e rue) est une artère est-ouest majeure des quartiers sud et ouest de la ville de Chicago. 

## Situation et accès
Commençant derrière le McCormick Place, un immense centre d'exposition qui chevauche Lake Shore Drive, Cermak Road se dirige à l'ouest vers Chinatown, traversant le bras sud de la Chicago River, puis un quartier d'entrepôts, avant de passer devant la Benito Juarez Community Academy. Elle quitte les limites de la ville à Cicero Avenue puis traverse les localités de Cicero et Berwyn avant d'entrer dans les banlieues de l'ouest.

## Origine du nom
Elle fut ainsi baptisée en l'honneur du maire de Chicago Anton Cermak qui fut assassiné en 1933. 